# Kugelpanzer
Il Kugelpanzer (traducibile in italiano come "sfera corazzata") era un prototipo di carro armato costruito dalla Germania nazista durante la seconda guerra mondiale. È stato uno dei più strani veicoli corazzati mai costruiti.
Ne è sopravvissuto un solo esemplare, conservato nel museo dei mezzi corazzati di Kubinka, vicino a Mosca.

## Caratteristiche
L'assenza di documenti non permette di determinare con certezza le circostanze in cui questo modello fu progettato e costruito. Sulla base dell'unico esemplare conservato si può dire con sicurezza quanto segue:
- si tratta di un veicolo di produzione tedesca, che fu inviato in Giappone via mare;
- fu usato come veicolo leggero da ricognizione;
- l'esemplare esposto al museo fu catturato da soldati sovietici nel 1945, presumibilmente in Manciuria;
- la corazza è spessa 5 mm;
- il veicolo veniva mosso da un motore monocilindrico a due tempi.

L'equipaggio era costituito da un'unica persona.

## Simili automezzi

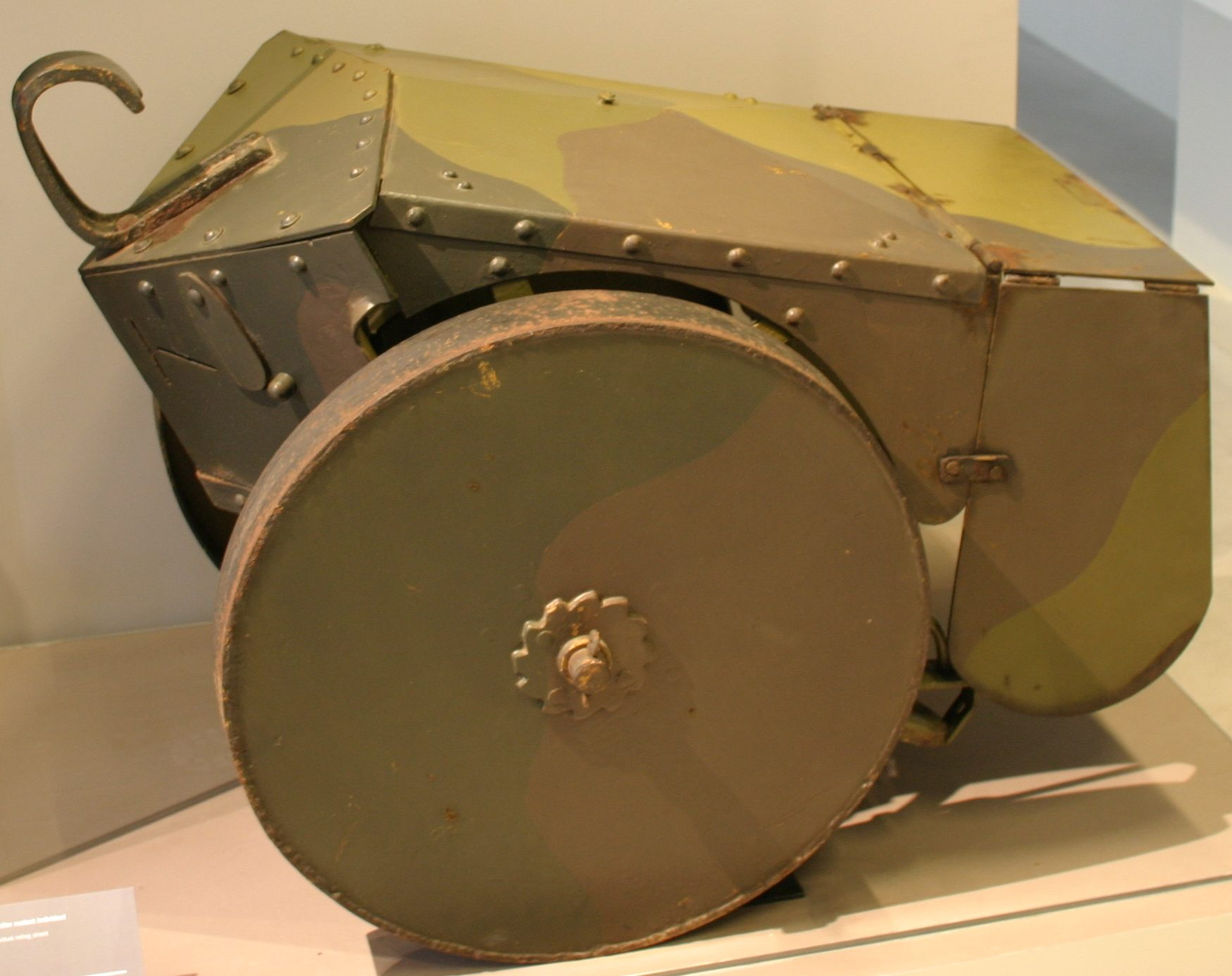
Bouclier roulant

Esistevano altri simili progetti di un carro armato per una singola persona nella prima guerra mondiale. In Francia si parlò di Bouclier roulant.
Nel 1933 si parlava in America di un carro armato costituito da un'unica ruota per una singola persona, e nel 1936 di un simile carro armato, ma di dimensioni maggiori, che poteva ospitare tre persone e quindi tre mitragliatrici.